# José Gómez Ortega (político)
José Gómez Ortega (27 de agosto de 1813 - 22 de septiembre de 1886) fue un ingeniero y político español, natural de la localidad de Manzanares, Ciudad Real.

## Trayectoria
En 1853 fue nombrado ingeniero en jefe de la provincia de Alicante. Durante la restauración borbónica se hizo miembro del Partido Liberal Conservador, con el que fue diputado por el distrito de Pego en 1877, en sustitución de Pedro Sala Ciscar, quien, a su vez, había sido elegido en las elecciones generales españolas de 1876. Durante su mandato reclamó una mejora en las comunicaciones de la Marina Alta y fue senador por la provincia de Alicante desde 1879 hasta 1884.